# Max Midinet

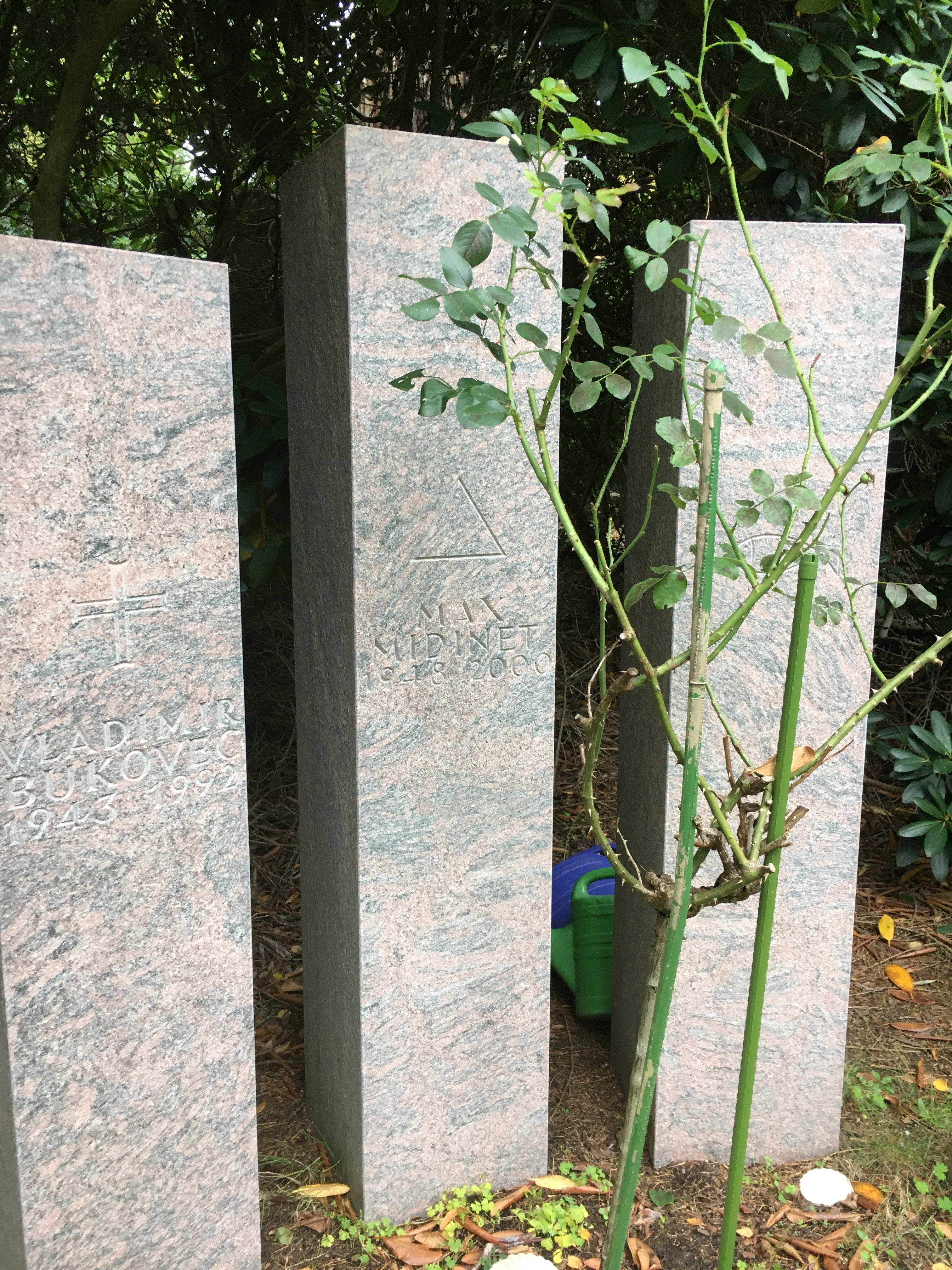
Grabstätte Max Midinet auf dem Ohlsdorfer Friedhof

Max Midinet (* 16. Juli 1948 in Mainz; † 23. August 2000 in Hamburg) war ein deutscher Balletttänzer.

## Leben
Max Midinet absolvierte zunächst eine kaufmännische Ausbildung, ehe er nach erstem privaten Ballettunterricht 1966 in die John Cranko Schule in Stuttgart aufgenommen wurde. Bereits ein Jahr später tanzte er im Stuttgarter Ballett, wo er zum ersten Mal auf John Neumeier traf. Als dieser 1969 als Ballettdirektor nach Frankfurt am Main ging, folgte Midinet ihm und tanzte zunächst als Halbsolist, ab 1971 als Solist. 1973 wechselte er zusammen mit Neumeier als 1. Solist nach Hamburg an die dortige Staatsoper. Hier war er gemeinsam mit Neumeier maßgeblich an der Gründung des Hamburg Ballett beteiligt.
Mit der Rolle des Jago in einer Ballettfassung von William Shakespeares Tragödie Othello auf Kampnagel beendete Midinet im Herbst 1987 seine Bühnenkarriere und führte danach in den Hamburger Colonnaden ein Antiquitätengeschäft. Er starb im Alter von nur 52 Jahren nach langer Krankheit und wurde auf dem Friedhof Ohlsdorf im Planquadrat AC 6 – 30 beigesetzt.

## Rollen (Auswahl)
- Mercutio in Romeo und Julia von Sergei Prokofjew
- Zettel in Ein Sommernachtstraum nach William Shakespeare
- Giacomo Meyerbeer in Meyerbeer – Schumann von John Neumeier
- Ludwig II. in Illusionen – wie Schwanensee von John Neumeier nach Pjotr Iljitsch Tschaikowskis Schwanensee
- Droßelmeier in Der Nussknacker von Piotr Iljitsch Tschaikowski
- Jesus von Nazaret in Matthäus-Passion von John Neumeier
- Jago in Othello nach William Shakespeare